# BULLBUSTER
《巨獸防衛企業 BULLBUSTER》是由日本作家中尾浩之、海老原誠二所著的小說系列，自2018年10月23日起經KADOKAWA旗下小說投稿網站「KAKUYOMU」連載的網路小說，並由同一出版社製作成書，於同年12月27日出版。2022年11月宣布改編電視動畫，於2023年10月至12月播出。

## 故事概要
伴隨著火山性的有毒氣體一同現身的，是一種身份不明的生命體「巨獸」，導致居民的居住地被奪走的龍眼島。沖野鐵郎以機器人開發為業，被調派到為了解明巨獸發生原因並奪回龍眼島而成立的害獸清除公司「波止工業株式會社」，擔任機器人操縱者。雖然在管理彈藥、機器人租金、燃料費、保險費、加班費等各方面的成本上感到困擾，但鐵郎與公司總裁田島鋼二以及其他同事一同挑戰巨獸的清除任務。

## 登場人物
沖野鐵郎（聲：千葉翔也）
21歲，駕駛員兼教練員。原是「蟹江技研」的職員，但作為駕駛員被調到波止工業。是個喜歡機器人動畫的開朗宅男，對能將實際操作機器人作為工作感到無比喜悅。性格天真單純，容易得意忘形。
二階堂亞留美（聲：瀨戶麻沙美）
23歲，波止工業職員兼駕駛員，在駕駛方面表現了出眾的才能。性格冷漠、話少，總是獨來獨往。但在戰鬥中會變了個人一樣感情外露而發狂，周圍的人也驚訝於這種反差。是龍眼島的原居民，對這座島的感情比別人強烈一倍。脖子上的項圈是母親的遺物，也是自己心靈的寄託。
田島鋼二（聲：三木真一郎）
45歲，波止工業的社長。離過一次婚，現在單身，和唯一能治癒自己的愛犬花子一起生活。工作很能幹，但私生活很散漫，是個連做飯、洗衣服、打掃衛生都做不好的工作狂。
白金美雪（聲：高田憂希）
29歲，波止工業職員，負責會計以外的所有事務工作。工作努力，性格開朗和藹，很會照顧人，是公司里的治癒型人物，在性格惡劣、容易發生衝突的同事之間起到調解、緩衝作用。酒量大，貪吃，對美食很挑剔。
武藤銀之助（聲：楠大典）
55歲，波止工業職員，駕駛員。原漁夫，有一個妻子。性格豪爽，喜歡說教，心地善良。是個愛好肌肉鍛鍊的肌肉白痴，在船內也一直拿著啞鈴進行肌肉鍛鍊。
片岡金太郎（聲：魚建）
50歲，波止工業的監事、會計擔當，被相熟的田島搭話而加入波止。是個性格一本正經、不懂變通的老古板。比起現場的士氣，更重視公司的利潤，因此經常與員工發生衝突。

## 出版書籍

### 小說
| 卷數 | KADOKAWA       | KADOKAWA               |
| 卷數 | 發售日期       | ISBN                   |
| ---- | -------------- | ---------------------- |
| 1    | 2018年12月27日 | ISBN 978-4-04-735421-0 |
| 2    | 2019年9月5日   | ISBN 978-4-04-735716-7 |
| 3    | 2023年9月29日  | ISBN 978-4-04-737661-8 |

### 漫畫
| 卷數 | KADOKAWA      | KADOKAWA               |
| 卷數 | 發售日期      | ISBN                   |
| ---- | ------------- | ---------------------- |
| 1    | 2024年6月21日 | ISBN 978-4-04-683652-6 |
| 2    | 2025年6月23日 | ISBN 978-4-04-684706-5 |

## 電視動畫

### 主題曲
片頭曲
主唱：NORISTRY，作詞：hotaru，作曲：Tom-H@ck，編曲：堀江晶太
片尾曲
主唱：鈴木KONOMI，作詞：鈴木KONOMI，作曲：渡邊翔，編曲：岸田勇氣

### 各話列表
| 話數   | 日文標題 | 中文標題 | 劇本              | 分鏡                | 演出                                               | 作畫監督                                                                      | 總作畫監督          | 首播日期       |
| ------ | -------- | -------- | ----------------- | ------------------- | -------------------------------------------------- | ----------------------------------------------------------------------------- | ------------------- | -------------- |
| 第1話  |          |          | 青木弘安          | 青木弘安            | 飯田薰久                                           | 三好和也、南井尚子、 細越裕治、片桐貴悠                                       | 片桐貴悠            | 2023年 10月4日 |
| 第2話  |          |          | 青木弘安          | 青木弘安            | 松原聰                                             | 緒方步惟、三島詠子、 齊藤格、東亮太                                           | 片桐貴悠            | 10月11日       |
| 第3話  |          |          | 青木弘安          | 青木弘安            | 渡邊英俊                                           | 南伸一郎、柳野龍男、 小田真弓、松村康功                                       | 片桐貴悠            | 10月18日       |
| 第4話  |          |          | 青木弘安          | 藤澤海、 菅野芳弘   | 尾形光洋、 松原聰                                  | 柳昇希、金慶鎬、 金鐘範、李敬順、 李官雨                                      | 片桐貴悠            | 10月25日       |
| 第5話  |          |          | 青木弘安          | 尾崎隆晴            | 布施康之                                           | Kim Jun Ho、Lee Jae Ho、 Kim Jin Gi、mika                                     | 片桐貴悠            | 11月1日        |
| 第6話  |          |          | 青木弘安          | 飯田薰久、 菅野芳弘 | 飯田薰久                                           | 細越裕治、三好和也、 南井尚子、菅野芳弘（動作）                               | 片桐貴悠            | 11月8日        |
| 第7話  |          |          |                   | 青木弘安、 菅野芳弘 | 松原聰                                             | 東亮太、緒方步惟、 齊藤格、三島詠子、 南井尚子、三好和也                      | 片桐貴悠            | 11月15日       |
| 第8話  |          |          | 藤澤海、 菅野芳弘 | 尾形光洋            | 金慶鎬、金鐘範、 李敬順、林秀慶、 菅野芳弘（動作） | 片桐貴悠、 栗田新一                                                           | 11月22日            |                |
| 第9話  |          |          | 青木弘安          | 松原聰              | 渡邊英俊                                           | 玉里榮二、服部一郎、 福江光惠、王敏、Dogwood                                  | 片桐貴悠            | 11月29日       |
| 第10話 |          |          | 青木弘安          | 飯田薰久            | 殿勝秀樹                                           | Cho Sohyeon、An Young、 Son Sonar、mika、 細越裕治、梁博雅                    | 片桐貴悠、 栗田新一 | 12月6日        |
| 第11話 |          |          |                   | 青木弘安、 菅野芳弘 | 飯田薰久                                           | 細越裕治、三好和也、 南井尚子                                                 | 片桐貴悠            | 12月13日       |
| 第12話 |          |          | 青木弘安          | 青木弘安、 菅野芳弘 | 松原聰                                             | 東亮太、緒方步惟、 齋藤格、三島詠子、 三好和也、栗田新一、 細越裕治、南井尚子 | 片桐貴悠            | 12月20日       |

### 播映平台
| 播映國家、地區                     | 播映平台                           | 播映日期                | 播映時間              | 備註 |
| ---------------------------------- | ---------------------------------- | ----------------------- | --------------------- | ---- |
| 台灣                               | 巴哈姆特動畫瘋                     | 2023年10月4日－12月20日 | 星期三 21:00（UTC+8） |      |
| 香港、澳門、台灣、馬來西亞、新加坡 | Ani-One中文官方動畫頻道（YouTube） | 2023年10月4日－12月20日 | 星期三 21:00（UTC+8） |      |

## 外部連結
- 電視動畫官方網站 （页面存档备份，存于）（日語）
- 官方的X（前Twitter）（日語）